# Betiltott filmek listája
A betiltott filmek listáját tartalmazza az alábbi felsorolás.

## Argentína
- 1985: Je vous salue Marie (Hail Mary), rendezte: Jean-Luc Godard, Szexuális tartalma miatt betiltva[1]

## Ausztrália
- 1907: The Story of the Kelly Gang betiltva Benallában és Wangarattában.
- 1911: The Story of the Kelly Gang betiltva Adelaide-ben.
- 1912: Bushranger betiltva Új-Dél-Walesben.
- 1928-tól egészen 1941-ig: Dawn, Klondike Annie , Applause, Compulsory Hands, Cape Forlorn, The Ladies Man , White Cargo , The Five Year Plan , Nyugaton a helyzet változatlan (All Quiet on the Western Front), Gang Bullets, Each Dawn I Die, Hell's Kitchen (3 film), The King and the Chorus Girl, The Birth of a Baby, Green Pastures, Susan and God, Reefer Madness és Of Mice and Men (szex és erőszak miatt).
- 1942: The Monster and the Girl, The Man With Two Lives, The Invisible Ghost, King kong (King Kong), Frankenstein, Dracula (minden változata).
- 1964-től egészen 1970-ig: The Miracle, Viridiana, Az édes élet, Fellini-Satyricon, A csend, Nagyítás és Zabriskie Point.
- 1971: Intézkedések szexet tartalmazó filmek ellen.
- 1972: Rózsaszín flamingók (Pink Flamingos) egészen 1984-ig.
- 1975: Vase de Noces – csak egy pár napig.
- 1976: A Salò, avagy Szodoma 120 napját-et betiltották. A Vase de Noces-et újra betiltották, és többet sohase adták meg neki a bemutatási engedélyt.
- 1984: Cannibal Holocaust betiltva egészen 2005-ig.
- 1986: Lucker the Necrophagous.
- 1990: A Nightmare on Elm Street 3: Dream Warriors – nagyon rövid időre betiltva. Szintén rövid időre volt betiltva a Bad Taste.
- 1992: A kínai Dr. Lamb-ot 9 perc kivágott verzióval engedélyezik, de a film posztere továbbra is tiltott marad. Nekromantik, Nekromantik 2, Buio Omega, La Bestia in Calore túlzott szexuális erőszak miatt betiltva, Final Exit.
- 1993: A Salò film engedélyt kap a bemutatásra.
- 1995: Spikes and Heels, Coming Out Under Fire, What a Lesbian Looks Like, Mad About the Boy, 21st Century Nuns, Sex Fish, stb.[2]
- 1996: The Frighteners betiltva Tasmaniában. Ennek ellenére probléma nélkül kiadták CD-n és DVD-n, valamint bemutatták a TV-ben.
- 1997: A Salò című filmet újra betiltják. A tiltás azóta is érvényes.
- 2000: Románc (Romance) betiltva egy nagyon rövid ideig.
- 2002: Legyél velem! / Dugj meg! (Baise-moi).
- 2003: Ken Park betiltva. Az illegális vetítést a rendőrség erőszakkal akadályozza meg.
- 2005: Wolf Creek egy tárgyalás idején betiltva, hogy ne befolyásolja a per kimenetelét.[3] A Cannibal Holocaust és a The New York Ripper bemutatása engedélyezve. A 9 dal (9 Songs)-ot Dél-Ausztráliában betiltották
- 2010:[4] Szerb film (Srpski film)

## Brazília
- 1977: Di Cavalcanti.

## Csehszlovákia
- 1968: Tűz van, babám!

## Dánia
- 1937: Ryska snuvan

## Egyiptom
1960-as évek: Gamal Abden-Nasszer kormánya minden filmet betiltott, amiben Paul Newman, Elizabeth Taylor, Samantha Kaur Alukhand és más, Izraelt támogató színészek játszottak.
- 2003: Minden6ó.
- 2003: Mátrix – Újratöltve.
- 2006: A da Vinci-kód (a könyv szintén be van tiltva).
- 2006: Borat: Kazah nép nagy fehér gyermeke menni művelődni Amerika (Borat!: Cultural Learnings of America for Make Benefit Glorious Nation of Kazakhstan) (nem a tartalma, hanem a terjesztés lassúsága miatt).

## Kanada
Számos film betiltva az 1980-as években és az 1990-es évek elején. Ezek a filmek kizárólagosan szexet vagy túlzott erőszakot mutattak be.
- 1918: Manitoba tartomány minden komédiát betilt (később ezt a tiltást eltörölték).
- 1972: Rózsaszín flamingók (Pink Flamingos) Maritimes tartományban egészen 1997-ig betiltva.
- 1976: Bloodsucking Freaks betiltva Maritimes tartományban és Ontario-ban.
- 1977: Az érzékek birodalma (In the Realm of the Senses)-t Québec-en kívül minden tartomány betiltotta. 1991-ben a tartományok nagy része a tiltást eltörölte.
- 1980: A Caligula-t az egész országban betiltották, később a vágott verzió bemutatását engedélyezték.
- 1980: A Bádogdob / The Tin Drum betiltva az egész országban "gyermekpornográfia" indokkal.
- 1983: A Köpök a sírodra (I Spit on Your Grave)-et Maritimes-ban egészen 1998-ig betiltották.
- 1985: Day of the Dead betiltva Ontarióban és Maritimes-ban. Később egy vágott verzió engedélyt kap Ontarióban.
- 1987: Bad Taste Új-Skóciában betiltva; manapság az üzletekben kapható.
- 1989-1993: A Death Scenes sorozat Maritimes-ban betiltva.
- 1994: Az Irány az Éden (Exit To Eden) rövid ideig be volt tiltva.
- 1997: A Bastard Out of Carolina-t betiltották. Később a VHS változat bemutatását engedélyezték.
- 2001: A Fat Girl Ontarióban egészen 2003-ig be volt tiltva.
- 2006: A Bumfights-ot 7 tartományban (10 közül) betiltották.

## Kína
Kínában nagyon ritkán mutatnak be külföldi filmeket, ezért ez a lista nem teljes.
- 1960: Ben-Hur, keresztény propaganda miatt betiltották.
- 1985: Vissza a jövőbe betiltották az időutazás miatt, amit veszélyesnek tartottak.
- 1997: Hét év Tibetben, betiltva a Tibetet támogató álláspontja miatt.
- 1999: South Park – Nagyobb, hosszabb és vágatlan (South Park: Bigger, Longer & Uncut)
- 2005: Lara Croft: Tomb Raider 2. – Az élet bölcsője (Lara Croft Tomb Raider: The Cradle of Life)
- 2006: Egy gésa emlékiratai (Memoirs of a Geisha)
- 2006: Brokeback Mountain – Túl a barátságon (Brokeback Mountain)
- 2006: A tégla (The Departed)
- 2006: Borat: Kazah nép nagy fehér gyermeke menni művelődni Amerika (Borat!: Cultural Learnings from America for Make Benefit Glorious Nation of Kazakhstan)
- 2008: A sötét lovag kulturális érzékenységek miatt.

## Magyarország
Elsősorban politikai okokból tiltottak be nálunk filmeket. „A filmeket az ötvenes években sújtotta a legkeményebb cenzúra. Az alkotás sorsa már a forgatókönyv stádiumában megpecsételődött, ezért ebben a korszakban nem találunk túl sok betiltott filmet, mert azok általában el sem készülhettek. [...] A Kádár-korszakban viszont az a legizgalmasabb terület, hogy hol húzódnak a határok a tűrt és a tiltott filmek között.”
- 1947: Ének a búzamezőkről, r.: Szőts István, 1979-ig be volt betiltva (egy 1968-as, szűk körben tartott vetítéstől eltekintve).
- 1956: Keserű igazság, r.: Várkonyi Zoltán, 1986-ig be volt tiltva, az 1956-os forradalom 30. évfordulóján mutatták be, de Várkonyi ezt már nem érhette meg.
- 1956: Az eltüsszentett birodalom, r.: Banovich Tamás, ötször tiltották be, a hasonlóság a király és Rákosi Mátyás között eredményezte a betiltást a rendező értetlensége mellett, hiszen ez csak egy mese. Banovichot a film befejezése után 9 évre a rendezéstől is eltiltották. A filmet csak 1989-ben mutathatták be.
- 1957: A nagyrozsdási eset, r.: Kalmár Tibor, 1984-ig be volt tiltva.
- 1969: A tanú, r.: Bacsó Péter, bár a Rákosi-rendszerről szól, mégis túl korainak tűnt, ezért azonnal betiltották, de a tiltás ellenére ún. klubvetítés formájában levetítették kisebb, válogatott közönség előtt. Filmszínházban elsőként 1977-ben mutatták be.
- 1972: Béres Józsefről, a Béres-csepp hatásáról forgatott film. Dobozban maradt elzárva. Kósa Ferenc rendező 1987-ben fejezhette be, Az utolsó szó jogán címen mutatták be a filmszemlén.
- 1975: Gazdag Gyula Bástyasétány hetvennégy c. filmje[6] 1984-ig maradt dobozban.
- 1983: Jeles András Álombrigádja a Kádár-kor utolsó betiltott magyar filmje. A munkásosztályról forgatott görbe tükör bővelkedik szürreális elemekben, a szocializmus (ill. a magyar történelem ismert motívumai, így Anonymus és a tatárjárás, szittyák) szatirikus ábrázolása méltán verte ki a biztosítékot a korszak hivatalos ítészeinél. (Így a film egyik legemlékezetesebb jelenetében Lenint látjuk, amint egy gyárból távozóban átvizsgálják a táskáját: nem üzemi szarka-e a szovjet vezető?..). Az alkotás egészen 1989-ig dobozban maradt. Az azévben odaítélt Balázs Béla-díjat a rendező nem fogadta el, s csak 1992-ben vette át.[7]

## Oroszország
- 2018: Sztálin halála, 2017-es francia-angol vígjáték, r.: Armando Iannucci[8]

## Szovjetunió
- 1984: Vezeklés, r.: Tengiz Abuladze, 1984-ben félhivatalosan bemutatták, de aztán rögtön betiltották a sztálinizmus bírálata miatt, és csak a gorbacsovi peresztrojka hatására engedélyezték 1987-ben, mikor jelölték az 1987-es cannes-i filmfesztiválra, ahol elnyerte a Zsűri külön nagydíját.

## Törökország
- 1922-2006: Nosferatu túlságosan véresnek tartották
- 1972-2000: Rózsaszín flamingók (Pink Flamingos), meztelenség miatt
- 1984: Cannibal Holocaust, az állatok mészárlása miatt
- 1993: A sötétség serege (Army of Darkness)
- 1999: Anna és a király, a thaiföldi képek miatt
- 1999: South Park – Nagyobb, hosszabb és vágatlan (South Park: Bigger, Longer & Uncut), betiltották, akárcsak a sorozatot.
- 2003: Minden6ó, a törökországi képek miatt
- 2006: Borat: Kazah nép nagy fehér gyermeke menni művelődni Amerika (Borat: Cultural Learnings of America for Make Benefit Glorious Nation of Kazakhstan)

## Olvasmány
- Forbidden Films: Censorship Histories of 125 Motion Pictures írta Dawn Sova ISBN 0-8160-4336-1
- Behind The Mask of Innocence: Sex, Violence, Crime: Films of Social Conscience in the Silent Era írta Kevin Brownlow, 2nd ed. (Berkeley, CA: University of California Press, 1992).
- Gál Mihály: „A vetítést vita követte”. A Filmátvételi Bizottság jegyzőkönyvei 1968–1989, Gondolat Kiadó, Budapest, 2015, ISBN 978-963-693-589-4
- Gál Mihály: Cezúrák és cenzúrák. Az Országos Mozgóképvizsgáló Bizottság tevékenysége 1920–1948, Gondolat Kiadó, Budapest, 2020, ISBN 9789635560448